# Colonia San Vicente, Oaxaca
Colonia San Vicente är en ort i Mexiko.   Den ligger i kommunen Santa María Xadani och delstaten Oaxaca, i den sydöstra delen av landet, 600 km sydost om huvudstaden Mexico City. Colonia San Vicente ligger 18 meter över havet och antalet invånare är 305.
Terrängen runt Colonia San Vicente är mycket platt. Runt Colonia San Vicente är det ganska tätbefolkat, med 179 invånare per kvadratkilometer. Närmaste större samhälle är Juchitán de Zaragoza, 2,2 km norr om Colonia San Vicente. Omgivningarna runt Colonia San Vicente är en mosaik av jordbruksmark och naturlig växtlighet.